# Shahe, Linze
Shahe (kinesiska: 沙河) är en köping i nordvästra Kina. Den ligger i Linze härad i staden Zhangye i provinsen Gansu,  omkring 470 kilometer nordväst om provinshuvudstaden Lanzhou. 